# Linia kolejowa nr 293
Linia kolejowa nr 293 – jednotorowa, niezelektryfikowana, drugorzędna linia kolejowa łącząca Jełowę z Kluczborkiem. Łącznie z linią kolejową nr 301 zapewnia połączenie Opola z Kluczborkiem.
Projekt budowy linii przyjęto w sejmie pruskim w 1896, a budowy tej trasy domagał się zwłaszcza poseł polski z Opola mjr Juliusz Szmula. Linia została oddana do użytku w 1899 roku. Ruch pasażerski i towarowy odbywał się do 2000 roku, kiedy to zawieszono ruch na całej linii. W 2005 roku wznowiono przewozy pasażerskie. Po linii kursują autobusy szynowe.